# مسعود لواسانی

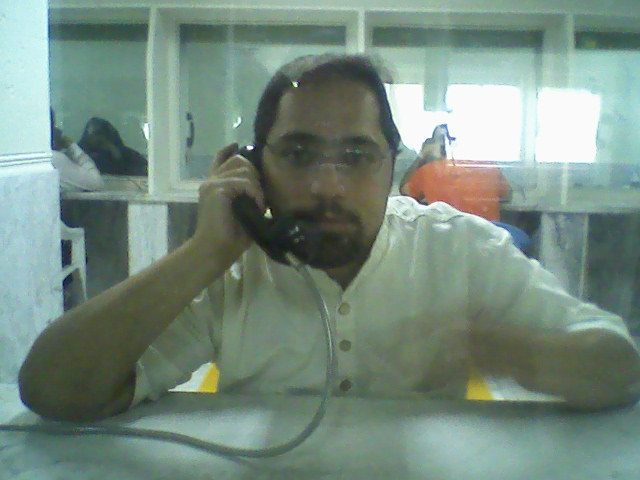
مسعود لواسانی در زندان اوین

مسعود لواسانی روزنامه‌نگار متولد ۱۳۵۸ تهران است. وی کار مطبوعاتی را به صورت حرفه‌ای از سال ۱۳۷۹ آغاز کرد. مدتی دبیر سرویس فرهنگی روزنامه آفتاب یزد بود. به جز آن با روزنامه‌های شرق، همشهری، اعتماد و خبرگزاری مهر نیز همکاری کرده‌است.
با شکایت قرارگاه ثار الله سپاه به اتهام فعالیت تبلیغی علیه نظام بازداشت شد. در دادگاه بدوی با حکم «قاضی پیر عباسی» به هشت سال و نیم حبس تعزیری و محرومیت مادام العمر از روزنامه‌نگاری محکوم شد.
فاطمه خردمند همسر لواسانی نیز در دی ماه ۱۳۹۰ توسط نیروهای امنیتی بازداشت و به زندان اوین منتقل شد.

## حوادث پس از انتخابات ریاست جمهوری ۱۳۸۸
پس از انتخابات ریاست جمهوری ایران (۱۳۸۸) و پیامدهای آن او به تهیه و انتشار گزارش‌هایی از اعتراض‌های خیابانی پرداخت. این موضوع سبب پرونده سازی علیه وی شد. در شامگاه ۴ مهر ۱۳۸۸ نیروهای قرارگاه ثارالله سپاه با مراجعه به منزل وی، او را بازداشت و به بازداشتگاه دو الف سپاه در زندان اوین منتقل کردند. لواسانی در دادگاه بدوی از سوی نماینده دادستان به دلیل نگارش گزارشی از رویدادهای ۳۰ خرداد۱۳۸۸ با عنوان «فاجعه در میدان انقلاب» با رأی قاضی پیر عباسی رئیس شعبه ۲۶ دادگاه انقلاب تهران به هشت سال و نیم حبس تعزیری و محرومیت مادام العمر از روزنامه‌نگاری محکوم شد. این حکم در دادگاه تجدید نظر شعبه ۵۴ استان تهران به این شکل تأیید شد: شش سال حبس تعزیری و محرومیت ۱۰ ساله از کار مطبوعاتی.
فاطمه خردمند همسر لواسانی نیز در دی ماه ۱۳۹۰ توسط نیروهای امتیتی بازداشت و به زندان اوین منتقل شد.
او در مدت بازداشت در اوین بارها دچار حمله‌های عصبی شد و برای مدت طولانی از سردردهای میگرنی رنج می‌برد. تا اینکه در نیمه خرداد ۱۳۸۸ با شدت گرفتن این بیماری در یک هفته دو بار دچار حمله شد. و به صورت موقت بینایی خود را از دست داد که این مشکل منجر به اعزام وی به بیمارستان فارابی و بستری شدن یک‌ماهه وی در بهداری اوین و در اتاقی ایزوله شد و در تاریخ ۸ تیر ماه ۱۳۸۹ دادستان تهران با مرخصی وی موافقت کرد. وی پس از مرخصی، برای طی دوران محکومیت خود به زندان اوین بازگشت.
در پی بیماری‌های حاد و به دلیل مشکل‌هایی که در دوران بازداشت برای لواسانی پیش آمده بود، حکم شش سال حبس دادگاه تجدیدنظر، در جریان بخشش‌های صورت گرفته به مناسبت‌های مختلف به دو سال زندان کاهش پیدا کرد و در تاریخ ۱۴ شهریور ۱۳۹۰ با پایان مدت محکومیت دو سالهٔ زندان این روزنامه‌نگار از زندان اوین آزاد شد. رسانه‌های حقوق بشری ایران در ۴ آبان ماه، اندکی بعد از آزادی وی از زندان گزارش دادند که وی برای درمان عوارض ناشی از دوران دوساله زندان در بیمارستان بستری شد و تحت عمل جراحی در ناحیه گردن قرار گرفته‌است.

نهم بهمن همان سال، با گذشت سه هفته از بازداشت فاطمه خردمند در تماس تلفنی مأموران وزارت اطلاعات با مسعود لواسانی، وی به دادسرای قاضی مقدسی اوین احضار و به مدت ۱۰ ساعت، در حضور فرزند خردسال اش مورد بازجویی قرار گرفت.
در نخستین روزهای فروردین نود و یک رسانه‌های گروهی خبر ناپدید شدن این روزنامه‌نگار را منتشر کردن اما به فاصلهٔ یک روز معلوم شد که وی در خیابان بیهوش شده و افرادی او را به بیمارستان منتقل کرده‌اند. تنها چند روز بعد، پدر وی در گفتگو با رسانه‌ها به افشاگری در مورد افزایش فشارها بر این روزنامه‌نگار و امنیت نداشتن او پرداخت. پیشتر رسانه‌های دیگر نیز خبر از احضارهای این روزنامه‌نگار داده بودند.